# Graziano Concioni
Graziano Concioni (Lucca, 1939 – Lucca, 2017) è stato un archivista e storico italiano.

## Biografia
Nel 2002 entrò a far parte dell'Accademia Lucchese di Scienze, Lettere e Arti come socio ordinario e, nel 2005, assunse il ruolo di amministratore, incarico che mantenne fino al 2014. Nel 2005 stesso anno divenne direttore della «Rivista di Archeologia, Storia e Costume». Nel 2009 fu nominato archivista della Diocesi di San Miniato, posizione che ricoprì fino al 14 ottobre 2017.
Grazie all'esperienza maturata presso istituzioni come la Biblioteca Statale di Lucca, l'Archivio di Stato e l'Archivio Arcivescovile dell’Arcidiocesi lucchese, a partire dal 1984 pubblicò una serie di saggi, studi e documenti di archivio, contribuendo alla ricerca storica e archivistica locale.
Fruttuosa fu la collaborazione con Giuseppe Ghilarducci e Claudio Ferri, scaturita nella ricognizione di documenti inediti, che venne trasferita in una raccolta costituita da tre volumi, denominata Lucensis Ecclesiae Monumenta: l'opera permette di ricostruire l'organizzazione territoriale della antica diocesi di Lucca dal VII secolo al 1260.

## Opere (parziale)
- Lucensis Ecclesiae Monumenta, in coll.con Claudio Ferri, Giuseppe Chilarducci, vol. 2, in coll.con Claudio Ferri, Giuseppe Chilarducci, 1970. ISBN 8872468973. ISBN 8872468965.[5]
- Orafi medioevali. Lucca, secc. VIII-XV, in coll.con Ferri Claudio, Ghilarducci Giuseppe, 1991.

- San Martino di Lucca: la cattedrale medioevale, [6]in  Rivista di archeologia storia costume,22,1994. Istituto storico lucchese. Sezione Seimiglia, 1995.
- Le coniazioni della zecca lucchese del secolo XIII,[7] Rivista di archeologia, storia, costume vol. 23, 3/4 (1995) p. 35-88.

- I pittori rinascimentali a Lucca. Vita, Opere, Committenza. in coll. con Ferri Claudio, Ghilarducci Giuseppe, 1998

- Contributo alla storia del volto santo, 2005. ISBN 884671380X , ISBN 9788846713803.
- Vescovi e canonici a Lucca tra longobardi e franchi, 2007, ISBN 884671606X
- Lucensis Ecclesiae Monumenta A Saeculo VII Usque Ad Annum MCCLX - Vol.1. in coll.con Claudio Ferri, Giuseppe Chilarducci, 2008.[8][9][10]
- Ipotesi di lettura delle più antiche carte lucchesi (sec. VIII), 2008, ISBN 9788846720177.
- Romanico dimenticato. Documenti fotografici e schede descrittive di dodici chiese medioevalii della diocesi di Lucca, in coll. con Giuseppe Ghilarduccci, 2011, ISBN 9788865501078.
- Chiese, clero e cura d'anime in Diocesi di Lucca: nella visita pastorale del domenicano Matteo da Pontremoli (1465-1467), vol1 e 2, 2012, SBN: BVE0597959
- Lucensis ecclesiae monumenta. A saeculo VII uscque annum MCCLX. Cattedrale di San Martino 685-1260 (Vol. 3) in coll.con Claudio Ferri, Giuseppe Chilarducci, 2013. ISBN 8865501901.[11]
- Il trigramma IHS del Santo nome. Le vicende lucchesi, 2022, ISBN 8865508396
- San Miniato 1622. Nascita di una diocesi. (a cura di), 2023. ISBN 9788846765871